# Association enregistrée (Allemagne)
Pour les articles homonymes, voir Association enregistrée.

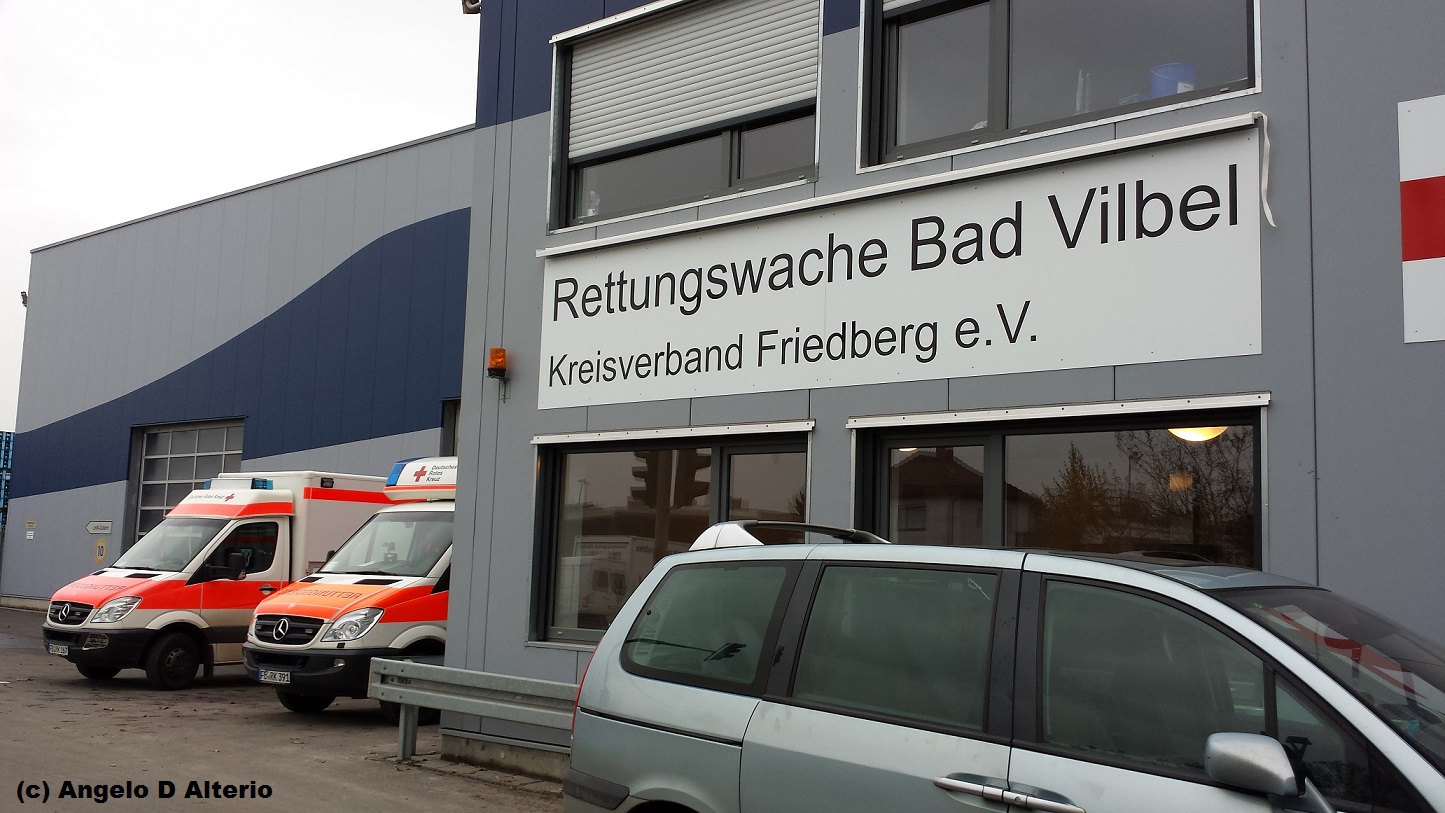
Le centre de secours de Bad Vilbel est une e. V. ainsi qu'il est indiqué dans son intitulé.

Une association enregistrée,,, ou une eingetragener Verein (/ˈaɪnɡəˌtʁaːɡənɐ fɛʁˈʔaɪn/), abrégé e. V. (/ˈeː ˈfaʊ/), est, en Allemagne, une association sans but lucratif inscrite au registre des associations (Vereinsregister) et dotée d'une personnalité juridique. Elle doit être constituée d'au moins sept membres pour être inscrite sur le registre auprès du tribunal d'instance le plus proche du lieu de son siège. Son immatriculation (« e.V. ») doit obligatoirement être mentionnée dans son intitulé. Elle s'oppose à la nicht eingetragener Verein, à l'association non immatriculée.
L'article 9 du code civil allemand garantit le droit d'association, défini comme un groupement durable et organisé de personnes physiques ou morales qui s’unissent volontairement pour atteindre un but commun.
Il faut que l’activité économique serve le but principal non lucratif de l'association et ne revête qu'une importance secondaire, accessoire. Les associations ont l’obligation comptable de produire un compte de pertes et profits afin que l’administration fiscale puisse vérifier le caractère non lucratif de l’objet social. Le statut d'utilité publique peut être demandé et sera ensuite analysé par les autorités fiscales.